# District de Lille
Le district de Lille est une ancienne division territoriale française du département du Nord de 1790 à 1795.
Il était composé des cantons de Lille, Armentieres, la Bassée, Haubourdin, Lannoy, Quesnoy, Seclin, Templeuve et Tourcoing.

## État d'esprit du clergé
Le Nord, dont la Flandre maritime, était une région profondément attachée à la religion catholique. Les mesures anticléricales de la Révolution française y ont donc rencontré une résistance plus ou moins larvée.
Dans le district de Bergues, 28 % du clergé, « 28 % de jureurs » a prêté le serment de fidélité à la constitution civile du clergé mise en place en 1790, soit un peu plus de un sur quatre seulement, mais le district de Bergues est un de ceux qui présentent le plus fort taux de « jureurs » de la région : 15 % dans le district de Lille, 5 % dans le district de Douai, 5 % dans le district d'Hazebrouck, 5 % dans le district de Valenciennes, 5 % dans le district d'Arras.

## Galerie

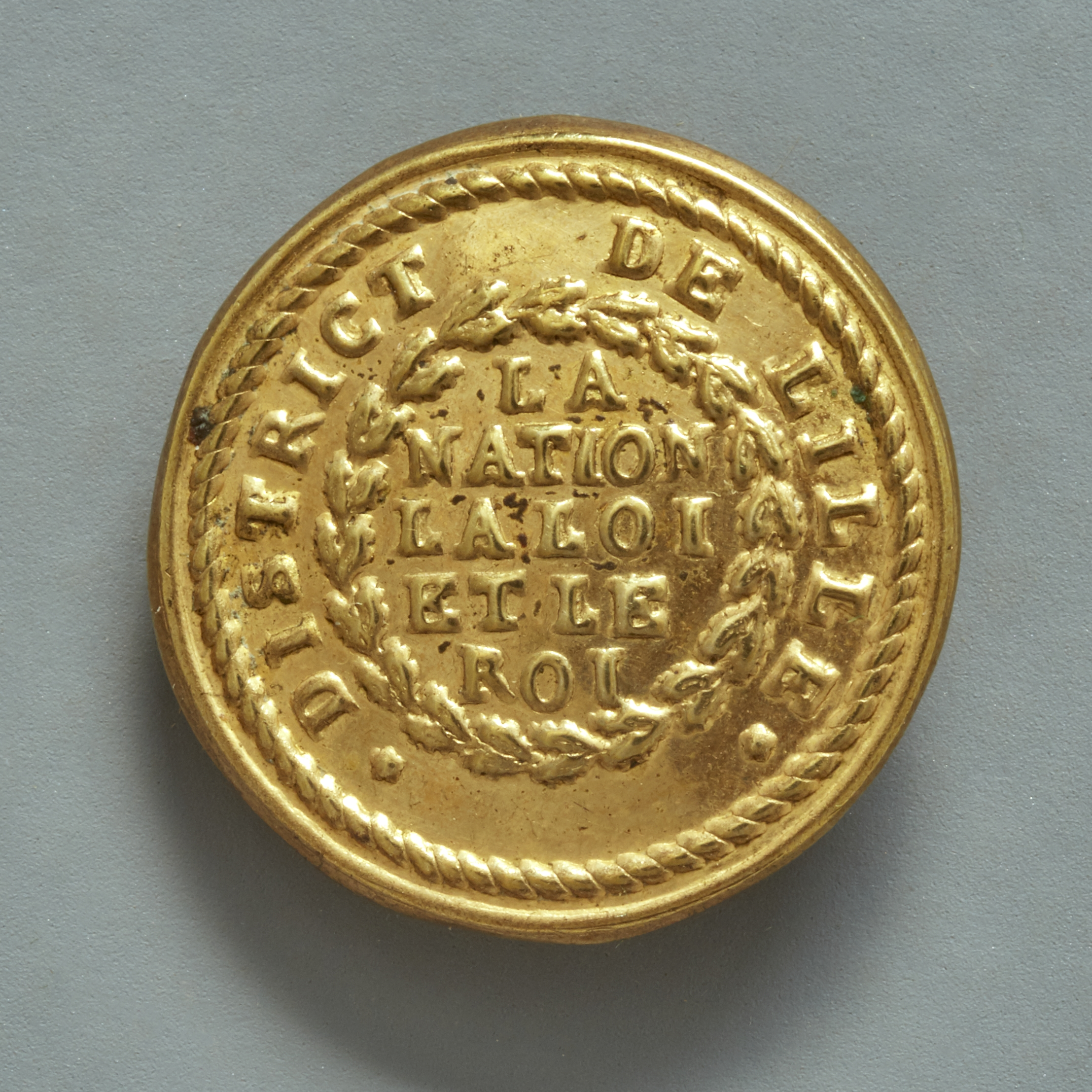
Bouton (musée Carnavalet)